# 4711

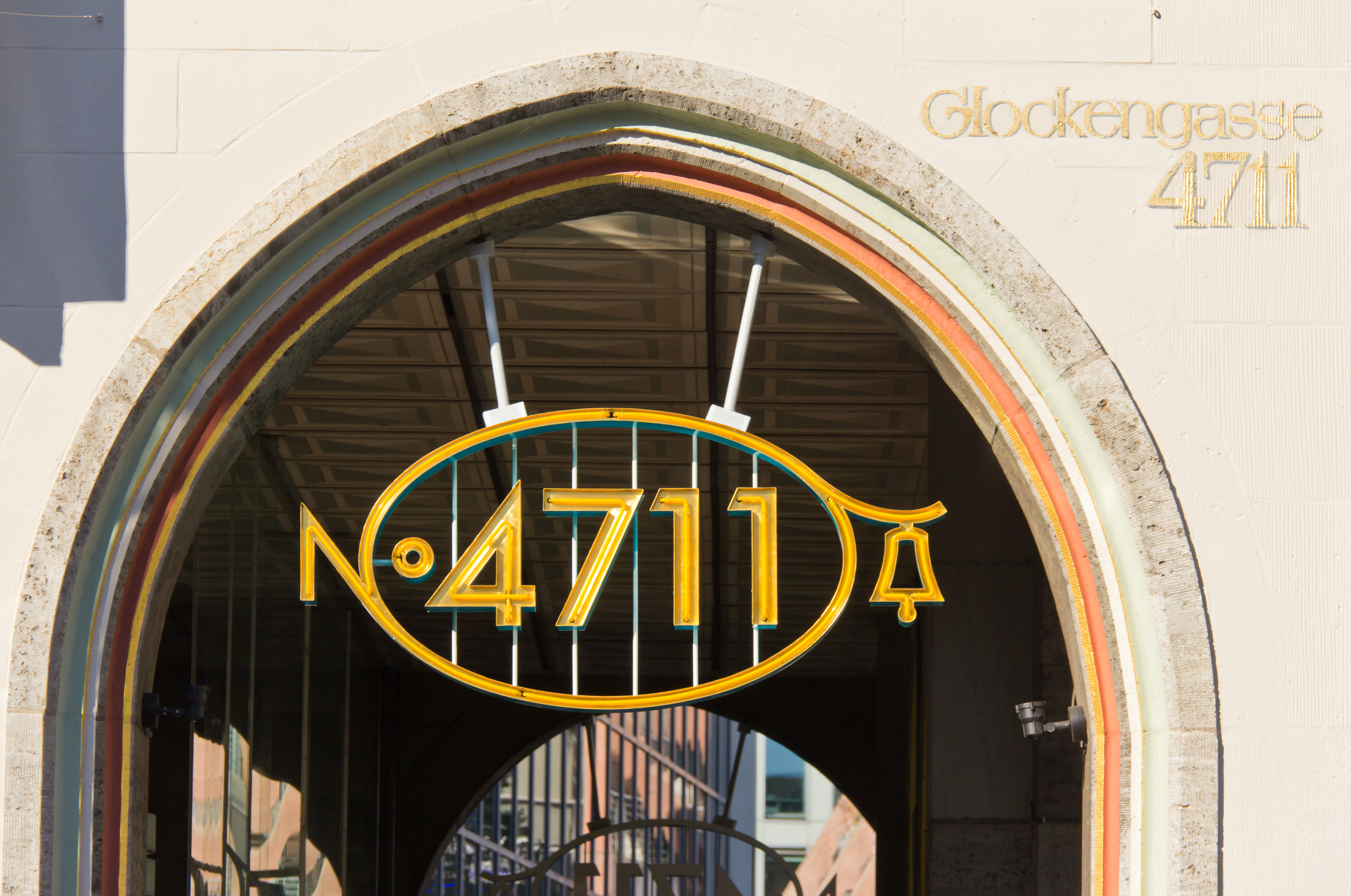
4711-Logotipo e número de porta na Glockengasse 4, Colónia

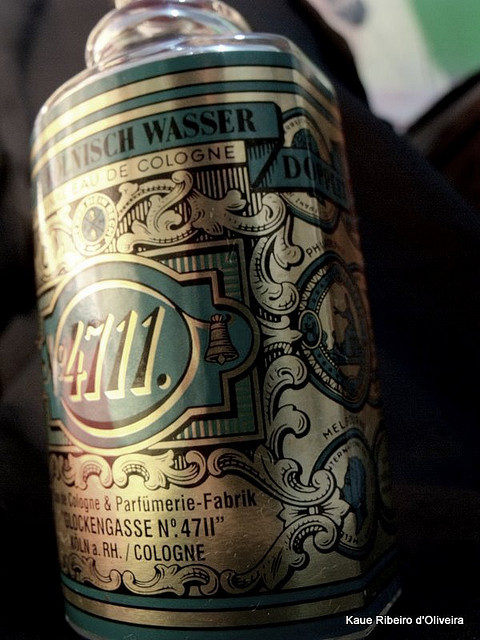
4711

4711 é uma marca de água de Colónia da empresa alemã Mäurer & Wirtz GmbH & Co. kg e um dos artigos alemães mais conhecidos.

## História
Em 1803, Wilhelm Mülhens compra uma licença e os direitos duma empresa a um pseudônimo Farina em Bona. Depois disto W. Mülhens vendeu a licença a mais de vinte pessoas, apesar de não ter os direitos. 
Em 1835, a transação foi invalidada e todas as companhias liquidadas. Mais tarde o filho de W. Mülhens procurou um novo portador do nome procedente de Itália. Finalmente, em 1881, o sobrinho Ferdinand Mülhens foi sentenciado a não usar o nome Farina na companhia. Ele decantou então pelo antigo número da sua casa, 4711, como denominação da sua empresa e marca.
Até 1990 denominou-se Eau de Cologne & Perfumerie Fabrik Glockengasse No. 4711 gegenüber der Pferdepost von Ferd. Mülhens in Köln am Rhein.
Em 1990 passou-se chamar Mülhens S.A. & Co. kg. . Em 1994 a Família Mülhens vendeu a sua empresa a Wella AG Darmstadt. Desde 1997, Wella AG operou com suas atividades de cosmética sob o nome Cosmopolitan Cosmetics S.A., que também pertence a Mülhens S.A. & Co. kg.
Em 2003 Wella AG foi absorvida pela companhia americana produtora de artigos de limpeza e cosmética Procter & Gamble.
Depois de 1 de julho de 2005 a loja de perfumes Cosmopolitan Cosmetics Prestige, Muelhens und Procter & Gamble Prestige Beauté passou estar sob o controlo de Procter & Gamble Prestige Products GmbH.
No verão de 2006 P&G deu a conhecer sua intenção de desvincular-se da marca 4711 e de outras três marcas de Mühlens (Tosca, Sir Irisch Moos e Extase), devido a que não encaixavam na estratégia do consórcio e passar então a se concentrar em marcas com um crescimento potencial global.
Depois de vários meses, as marcas e o edifício Glockengasse número 4 foram vendidos à perfumaria Mäurer & Wirtz de Aachen, pertencente ao grupo Dalli. Em 23 de Maio de 2007 foi produzido ali o primeiro frasco de 4711.

## Numeração de 1794 em Colónia

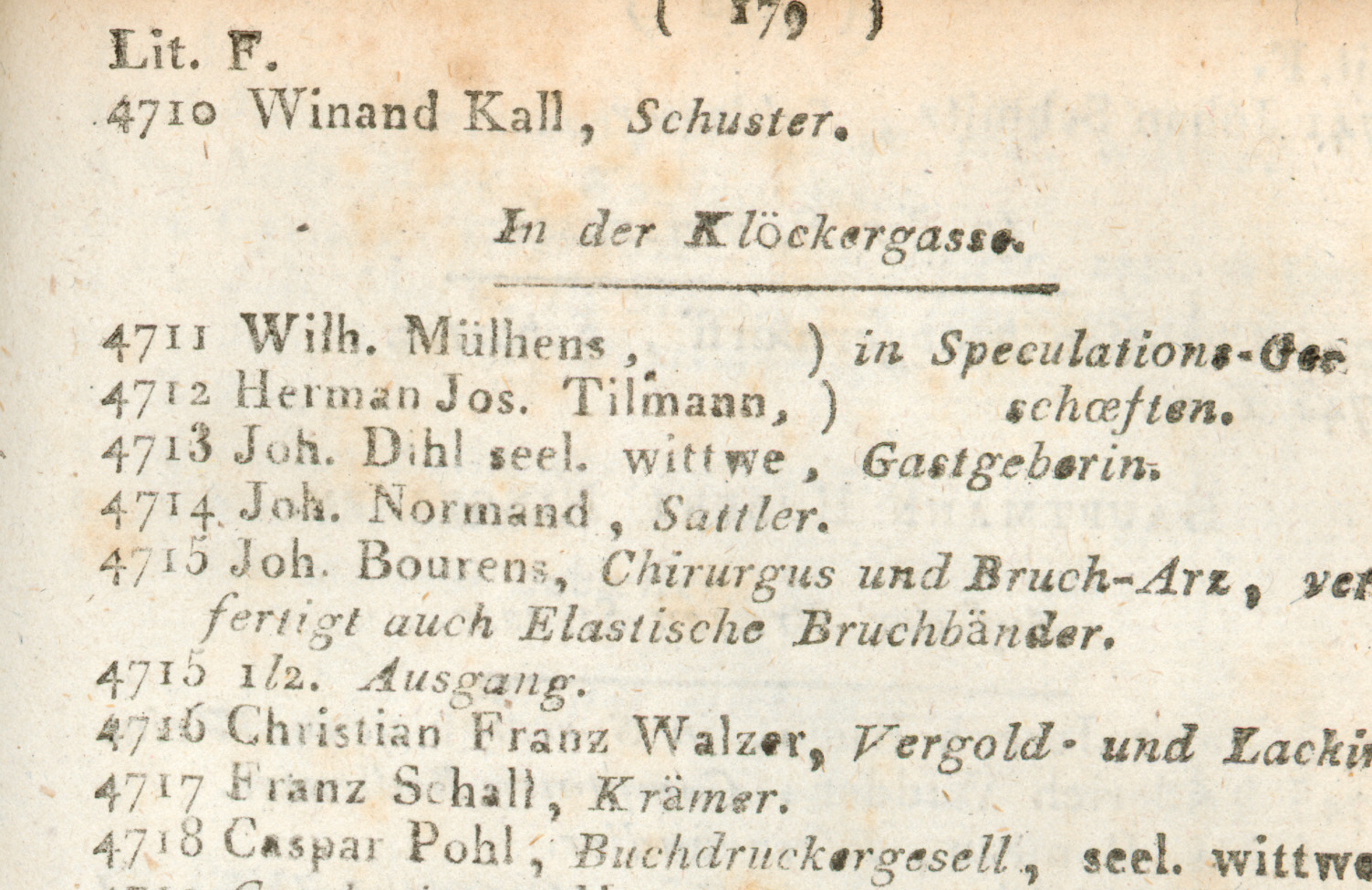
3. Livro de direções de Colónia,1797. Página 179

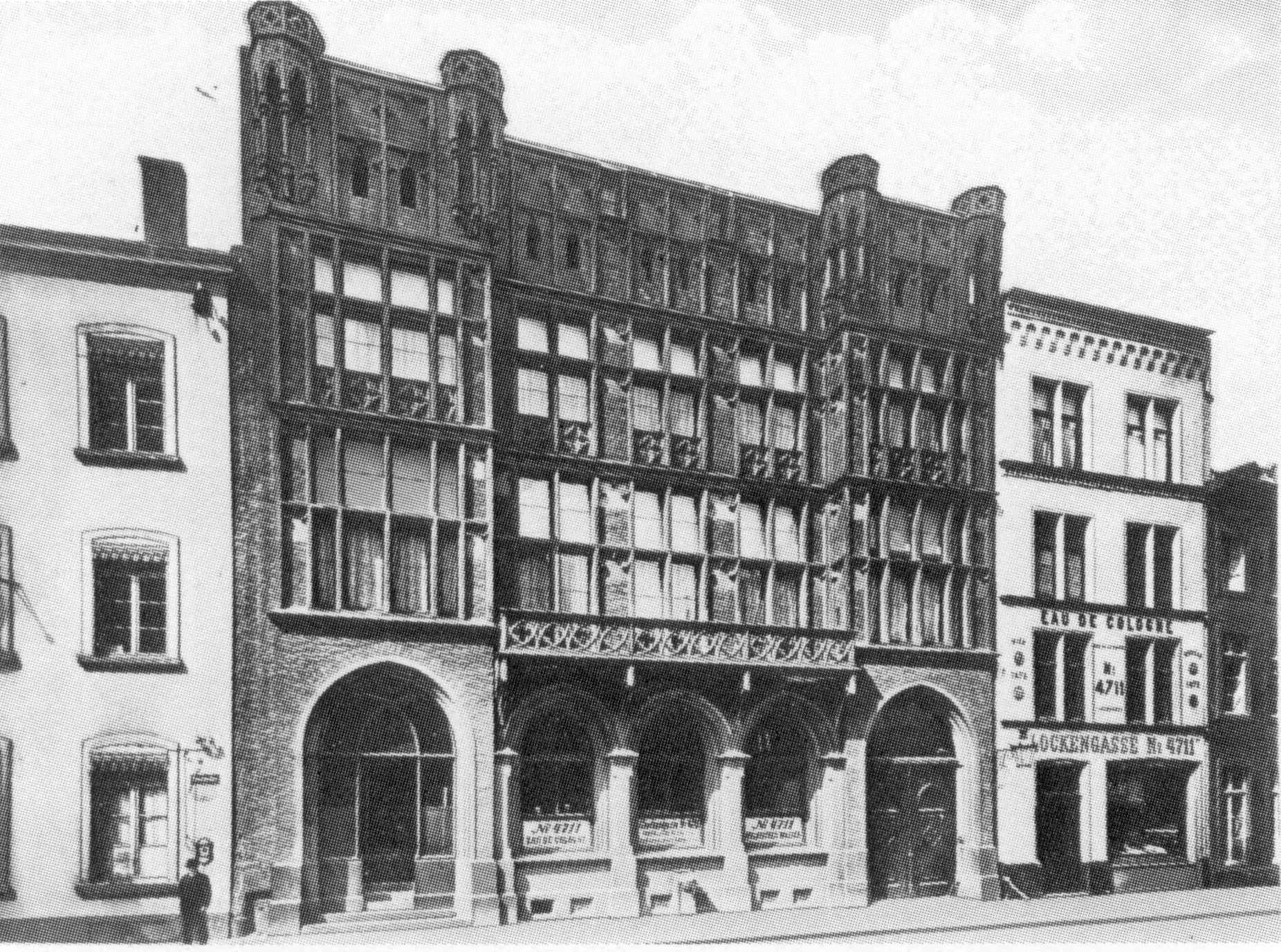
Glockengasse Nr. 24-28 no ano de 1864

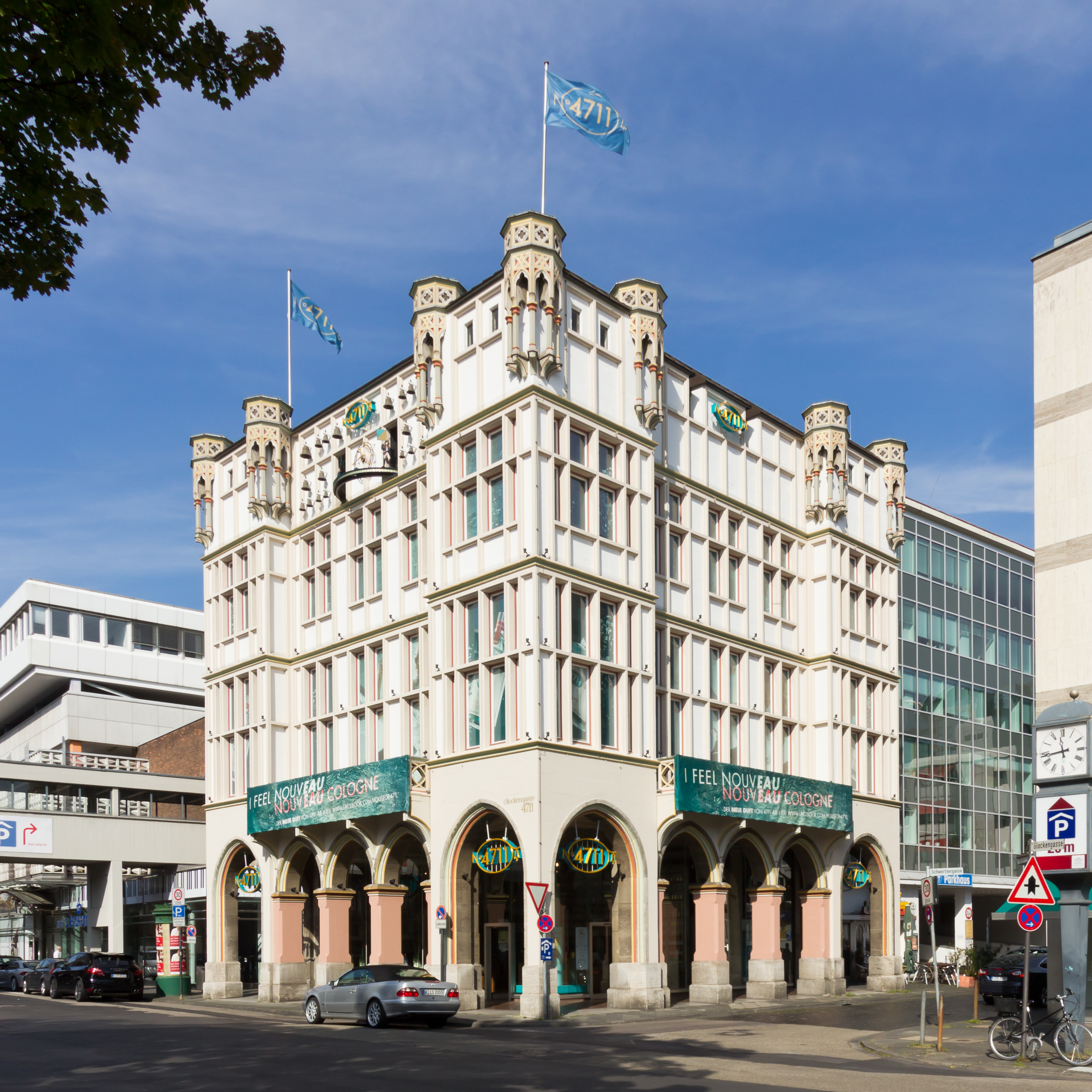
Desde 1963: nova sede na rua Glockengasse 4

Perante o levantamento das tropas francesas, a prefeitura de Colónia aprovou em 3 de Outubro de 1794 a proposta da Comissão de Guarda: Antes de que o Plano de Ordenação da Guarda de Segurança pudera ser terminado na sua totalidade, (…) todas as casas da cidade sem exceção - ainda que se encontrassem em lugar remoto- tiveram de ser numeradas e iluminadas. A iluminação dispôs-se de imediato, e a numeração remeteu-se ao despacho.
Em 6 de Outubro de 1794 os franceses ocupam a cidade. Em 7 de Outubro o Conselho dos quarenta e quatro decide que cada cidadão cabeça de família debe enviar uma lista à Administração do distrito, tem de prazo para isto entre 2 e 24 horas, se denominando cidadão ou não e (…) a numeração das suas casas remetia-se à „louvável Comissão de Guarda", a qual encarregava-se de sua execução.
Em 20 de Outubro de 1794, aponta o conselheiro familiar Gottfried de Gall no seu diário, seguia-se com a numeração oito dias depois de começarem. Todas as casas foram numeradas.
O impressor Heinrich Josef Metternich (sócio do Conselho) solicita a permissão para a publicação duma agenda de direções que contenha os números das casas e outros dados necessários. Com esto acentuou a organização do dispositivo policial … Todas as casas da cidade foram numeradas atrás da Ordenança Municipal.
A viúva de Wilhelm de Lemmen figura no segundo livro de direções de Colónia de 1797 como habitante da casa situada na rua Glockengasse, a qual obteve o número 4711.
Tão só no terceiro livro de direções de 1797 menciona a Wilhelm Mülhens como habitante e é reconhecido com o nome "profissional de Loja de Especulações"; por outro lado, não é citado sob a denominação de fabricante de Água de Colónia no catálogo deste ramo.
No ano 1811 a numeração das casas foi novamente suprimida, e o modo de numeração das ruas foi adaptado ao que já é habitual hoje em dia. A casa Glockengasse Nr. 4711 recebeu assim o número 12. Fonte: Quelle: RWWA Abt.33, Itinéraire de Cologne, 1813, S. 12.
No prólogo de direções em francês de 1813, afirma o Editor Thiriart que antes da chegada dos franceses a Colónia não havia numeração nas casas (inconnu à Cologne avant l’arivée des armées francaises au bord du Rhin), e que esta fora disposta em 1795. Começa aqui a lenda.
Em 1854 Peter Joseph Mülhens abandona a casa em Glockengasse número 12 e traslada-se à recém construída casa comercial, com fachada neogótica, em Glockengasse 26-28. A casa número 12, a qual recebera o número 4711 no ano 1794, ficou a princípio vazia e foi depois, atrás da sua venda, demolida..
A imagem do oficial francês a cavalo, que escreve o número 4711 no alto da fachada da casa sita na rua Glockengasse, é um produto da publicidade. Para isto tomaram como modelo um Gobelin, o qual foi encarregado nos anos 1920. Isto deu seus frutos anos mais tarde, já que alcançou grande popularidade nos anos 1950 e 1960.